# Dudley Fosdick
Dudley Fosdick (* 1902 in Liberty, Indiana; † 17. Juni 1957 in Malibu) war ein US-amerikanischer Jazzmusiker. Ian Carr zufolge ist er der erste Mellophonspieler und damit der „Vater des Mellophon“ im Jazz.
Fosdick studierte an der Northwestern University und an der Columbia University, 1922/23 spielte er in dem Ensemble The Hoosiers, das sein Bruder, der Saxophonist und Klarinettist Gene Fosdick, leitete. 1927 zog er nach New York und spielte in den Bands des Trompeters Tommy Gott, dann bei Don Voorhees und Roger Wolfe Kahn. Am Ende der Dekade galt er als gefragter Sideman und wirkte bei Schallplatten-Aufnahmen von Ted Weems, Red Nichols and His Five Pennies und Miff Mole and the Molers mit. In den 1930er Jahren wurde er Mitglied bei Henry King and His Orchestra, bevor er 1936 zu Guy Lombardos Royal Canadians ging, wo er dann zehn Jahre blieb. 
Während des Zweiten Weltkrieges arbeitete er vorwiegend als Studiomusiker. In der Nachkriegszeit lehrte er an der Roerich Academy of Arts, wo er schließlich den Musikbereich leitete. Er starb 1957 an einem Herzinfarkt.